# Vuelo 812 de Air India Express
El choque del vuelo 812 de Air India Express fue un accidente aéreo ocurrido el 22 de mayo de 2010 en el Aeropuerto Internacional de Mangalore en Mangalore, India. Un Boeing 737-800 con matrícula VT-AXV de Air India Express se salió de la pista del aeropuerto indio al aterrizar procedente del Aeropuerto Internacional de Dubái de Dubái, Emiratos Árabes Unidos. 158 de sus ocupantes fallecieron en el accidente y ha sido catalogado como la mayor tragedia aérea en India de la década.
Fue el desastre aéreo más grave de 2010.

## Suceso

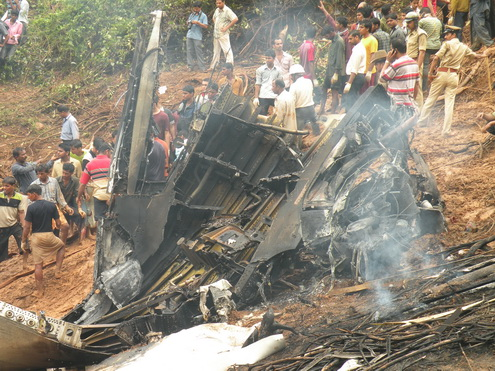
Restos del siniestro.

El vuelo 812 de Air India Express partió como se tenía previsto del Aeropuerto Internacional de Dubái el sábado 22 de mayo de 2010 a la 01:35AM (GTM+4). Tras tres horas de vuelo, el avión tocó tierra en la pista 22 del Aeropuerto Internacional de Mangalore a las 06:30AM (GTM+5:50); al aterrizar, el avión no se detuvo y se salió de la pista. El piloto intentó sin éxito poner nuevamente la nave en vuelo pero una de las alas chocó contra un barranco haciendo que el avión se partiera y se produjera un incendio que inmediatamente formó una nube de humo alrededor de la aeronave.
El avión llevaba 166 ocupantes a bordo, donde todos sus 160 pasajeros eran ciudadanos indios (105 hombres, 36 mujeres y 19 niños) y uno de los pilotos, el comandante Zlatko Glusica, era serbio. En el accidente fallecieron 158 de los 166 ocupantes, ocho sobrevivieron y los siete que quedaron heridos fueron trasladados a distintos hospitales de Mangalore. Durante el traslado, uno de los heridos murió.
Para la noche del domingo 23 de mayo ya se habían recuperado 146 cadáveres de los 158 fallecidos. Al día siguiente, V.P. Agrawal (jefe de aeropuertos de la Autoridad Hindú de Aviación), indicó que el piloto no envió ningún tipo de señal que advirtiera de algún percance o falla mecánica en la aeronave antes de que se accidentara. El martes 25 de mayo, el primer ministro de India rindió homenaje a las víctimas del hecho. El accidente se convirtió en el peor desastre aéreo en la última década de la historia de India, incluso por encima del accidente de un B737-200 de Alliance Air en el año 2000 que se estrelló en Patna dejando 50 personas muertas.

## Aeronave y tripulación
El avión accidentado se trataba de un B737-800 del fabricante estadounidense Boeing de matrícula VT-AXV, con número de serie (MSN) 36333, número de línea 2481 y era propulsado por dos motores CFM56-7B27. El avión tuvo su primer vuelo el 20 de diciembre de 2007 con matrícula de Boeing N1787B y fue entregado el 15 de enero de 2008 a la aerolínea.
La tripulación estaba compuesta por 6 personas con larga experiencia: el capitán Zlatko Glusica de origen Británico-Serbio con más de 10,200 horas de vuelo, el primer oficial H.S. Ahluwalia con más de 3,600 horas de vuelo y 4 personas más de la tripulación que según fuentes oficiales estaban familiarizados con la operación en dicho aeropuerto.

## Investigación
Las primeras hipótesis afirmaban que la pista estaba mojada lo que pudo ocasionar que el avión resbalara y se saliera de la misma. Pero el 24 de mayo de 2010 el ministro de Aviación Civil de India afirmó que al momento del aterrizaje no llovía en Mangalore y que las condiciones de visibilidad eran las óptimas para un aterrizaje seguro, por lo cual, se planteó la posibilidad de un error humano. Un grupo de investigadores de la autoridad aeronáutica india y de Boeing fueron enviados al lugar de los hechos con el fin de comenzar la investigación para proveer asistencia técnica y dar a conocer las causas precisas del accidente. El 24 de mayo los investigadores encontraron la grabadora de voces y el 25 de mayo el director de la terminal aérea confirmó el hallazgo de la caja negra del avión, equipos necesarios para conocer el estado de la aeronave antes de que se accidentara.